# Periochi Kosiis - Pallourokampou
Periochi Kosiis - Pallourokampou este o arie protejată (arie de protecție specială avifaunistică — SPA) din Cipru întinsă pe o suprafață de 3.717,76 ha, integral pe uscat.

## Localizare
Centrul sitului Periochi Kosiis - Pallourokampou este situat la coordonatele 34°59′57″N 33°32′31″E / 34.9992°N 33.5419°E.

## Înființare
Situl Periochi Kosiis - Pallourokampou a fost declarat arie de protecție specială avifaunistică în octombrie 2007 pentru a proteja 74 de specii de animale.

## Biodiversitate
Situată în ecoregiunea mediteraneană, aria protejată nu include niciun habitat protejat.
La baza desemnării sitului se află mai multe specii protejate de  păsări (74): pitulice de apă (Acrocephalus paludicola), ciocârlie-de-câmp (Alauda arvensis), pescăruș albastru (Alcedo atthis), rață pitică (Anas crecca), fâsă de luncă (Anthus pratensis), fâsă de pădure (Anthus trivialis), lăstunul mare (Apus apus), stârc roșu (Ardea purpurea), ciuf-de-pădure (Asio otus), pasărea ogorului (Burhinus oedicnemus), șorecarul comun (Buteo buteo), șorecar mare (Buteo rufinus), ciocârlie-cu-degete-scurte (Calandrella brachydactyla), barză albă (Ciconia ciconia), erete de stuf (Circus aeruginosus), erete vânăt (Circus cyaneus), erete alb (Circus macrourus), Clamator glandarius, porumbel (Columba livia), porumbel de scorbură (Columba oenas), dumbrăveancă (Coracias garrulus), prepeliță (Coturnix coturnix), cuc (Cuculus canorus), lăstun de casă (Delichon urbicum), Emberiza caesia, presură sură (Emberiza calandra), măcăleandru (Erithacus rubecula), șoim călător (Falco peregrinus), vânturel roșu (Falco tinnunculus), Francolinus francolinus, cinteză (Fringilla coelebs), rândunică (Hirundo rustica), Iduna pallida, capîntortură (Jynx torquilla), sfrâncioc roșiatic (Lanius collurio), sfrânciocul cu frunte neagră (Lanius minor), ciocârlie de pădure (Lullula arborea), ciocârlie de bărăgan (Melanocorypha calandra), prigoare (Merops apiaster), codobatură galbenă (Motacilla alba), codobatura galbenă (Motacilla flava), muscar sur (Muscicapa striata), Oenanthe cypriaca, pietrar mediteranean (Oenanthe hispanica), Oenanthe isabellina, pietrar sur (Oenanthe oenanthe), grangur (Oriolus oriolus), vrabie negricioasă (Passer hispaniolensis), viespar (Pernis apivorus), codroș de munte (Phoenicurus ochruros), codroșul de pădure (Phoenicurus phoenicurus), pitulice de munte (Phylloscopus collybita), pitulice-fluierătoare (Phylloscopus trochilus), Pterocles orientalis, lăstun de mal (Riparia riparia), mărăcinar (Saxicola rubetra), mărăcinar negru (Saxicola torquatus), sitar de pădure (Scolopax rusticola), scatiu (Spinus spinus), turturică (Streptopelia turtur), graur (Sturnus vulgaris), silvie cu cap negru (Sylvia atricapilla), silvie de câmp (Sylvia communis), silvie-mică (Sylvia curruca), Sylvia hortensis, Sylvia melanothorax, sturzul viilor (Turdus iliacus), mierlă (Turdus merula), sturz-cântător (Turdus philomelos), sturz (Turdus pilaris), sturzul de vâsc (Turdus viscivorus), strigă (Tyto alba), pupăză (Upupa epops), nagâț (Vanellus vanellus).
Pe lângă speciile protejate, pe teritoriul sitului au mai fost identificate 7 specii de păsări.